# Progymnospermes
Super-division
Ordres de rang inférieur
- † Aneurophytales
- † Archaeopteridales
- † Protopityales

Les progymnospermes constituent un groupe de plantes fossiles connues au Dévonien et au Carbonifère. Elles sont actuellement considérées comme le groupe-frère des Spermatophytes (ou plantes à graines : gymnospermes et angiospermes). Le clade qui comprend les progymnospermes et toutes les plantes à graines est parfois appelé « Lignophytes ». La synapomorphie des Lignophytes serait la possession d'un cambium vasculaire bifacial.
Les progymnospermes ont été également traités soit comme une classe (Progymnospermopsida), soit comme une division (Progymnospermophyta).

## Caractéristiques
Les progymnospermes avaient une anatomie qui rappelle les gymnospermes, mais se reproduisaient avec des spores (comme les fougères) et non avec des graines. Parmi les progymnospermes, on distingue :
- les Aneurophytales, de petites plantes homosporées (un seul type de spores) du Dévonien moyen et supérieur.
- les Archaeopteridales, hétérosporées (mégaspores et microspores) qui pouvaient atteindre de grandes tailles. Archaeopteris est reconstruit comme un arbre qui pouvaient atteindre 30 à 40 m de haut.
- les Protopityales, groupe mal connu du début du Carbonifère, représenté par des troncs et de petits axes fertiles hétérosporés.

Certains auteurs rangent aussi dans les progymnospermes les Neoggerathiales, un groupe problématique, connu du Carbonifère supérieur au Trias.

## Genres décrits
Dans un article de synthèse de 1988, C. Beck et D. Wight reconnaissent les taxons suivants, connus par des compressions et/ou des axes perminéralisés :
Aneurophytales

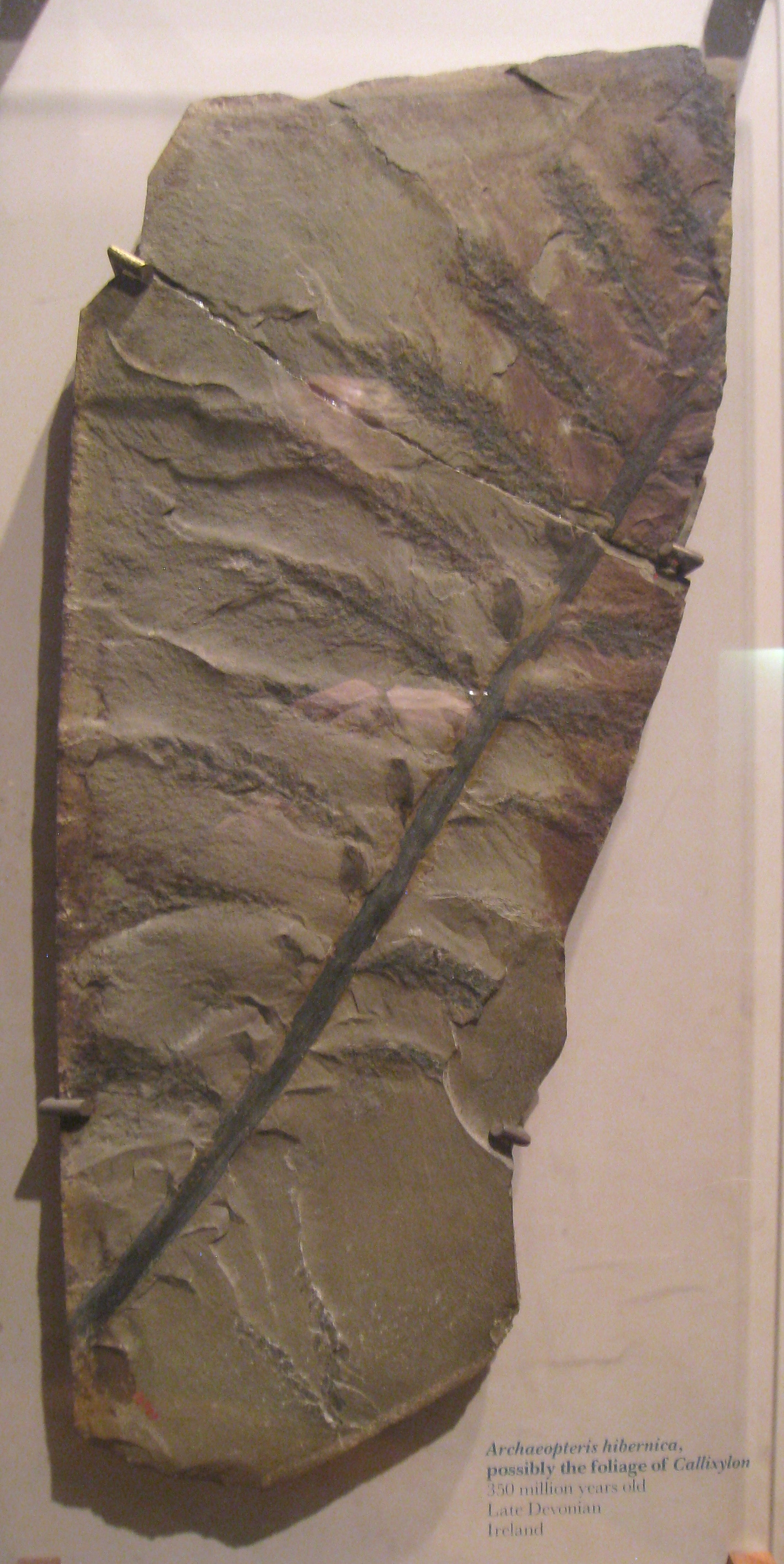
Archaeopteris hibernica (National Museum of Natural History, Smithsonian Institution, Washington, DC, USA).

- Aneurophyton (Dévonien moyen-supérieur, États-Unis et Europe)
- Triloboxylon (Dévonien moyen-supérieur, États-Unis)
- Tetraxylopteris[2] (Dévonien moyen-supérieur, États-Unis et Venezuela)
- Rellimia (Dévonien moyen-supérieur, Europe et ex-URSS)
- Proteokalon (Dévonien moyen, États-Unis)
- Cairoa (Dévonien moyen, États-Unis)
- Reimannia (Dévonien moyen, États-Unis)

Archaeopteridales
- Archaeopteris (Dévonien moyen-Carbonifère)
- Eddya (Dévonien moyen, États-Unis)
- Siderella (Carbonifère inférieur, États-Unis)
- Svalbardia (Dévonien moyen)
- Actinoxylon (Dévonien moyen)
- Actinopodium (Dévonien moyen)
- ?Cecropsis (Carbonifère)

Protopityales
- Protopitys (Carbonifère inférieur, Europe)

## Les progymnospermes et l'origine des plantes à graines
Depuis leur description par Charles Beck en 1960, les progymnospermes ont été considérées comme le groupe à partir duquel les plantes à graines ont évolué. Comme les plantes à graines ont une seule mégaspore fonctionnelle par mégasporange, la plupart des paléobotanistes considèrent que l'hétérosporie (distinction entre microspores, petites et nombreuses, et mégaspores, grosses et peu nombreuses) constitue une étape. L'ancêtre des plantes à graines serait donc une progymnosperme hétérosporée comme Archaeopteris. Cependant, certains paléobotanistes considèrent qu'un intermédiaire hétérosporé n'est pas obligatoire. Dans ce cas, les plantes à graines auraient pu évoluer directement à partir de progymnospermes homosporées comme les Aneurophytales.